# كوني داي
كوني داي (بالإنجليزية: Connie Day)‏ هو لاعب كرة قاعدة أمريكي، (ولد في ليما في الولايات المتحدة 1897 – 1961 م).